# Звабливі та вільні
«Звабливі та вільні» (англ. Cougar Town) — американський комедійний телесеріал виробництва телеканалу ABC. Перша серія вийшла 23 вересня 2009 року. Другий сезон почав транслюватись телеканалом ABC 22 вересня 2010, а закінчив — 25 травня 2011 року. 10 травня 2014 року канал продовжив серіал на шостий, фінальний сезон. 31 березня 2015 року було показано останній епізод серіалу. Пілотна серія вийшла в ефір після «Сучасної сім'ї» та в наш час[коли?] транслюється по середах о 21:30. 8 жовтня 2009 року канал ABC дав офіційне підтвердження продовження зйомок серіалу. Прем'єра другого сезону відбулася у вересні 2010 року.

## Сюжет
40-річна Джулс Кобб (Кортні Кокс) живе в маленькому містечку в штаті Флорида. Вона — успішна рієлторка, нещодавно розлучена соло-матір сина-підлітка, яка відкриває правду про стосунки з чоловіками та вік. Свій третій десяток вона провела, доглядаючи за дитиною та будучи дружиною Боббі. «Хижаки» (Пуми) в цьому місті — це футболісти однойменної команди. «Хижачки» — це розлучені жінки середнього віку, які зустрічаються з молодшими чоловіками. Джулс, яка нещодавно пережила розлучення і бажає знову відчути смак життя та повернути згаяний час, поступово приєднується до «хижачок». Вона згадує, як це — ходити на побачення і знайомитися з чоловіками.

### Короткий опис
У пілотній серії Джулз ретельно оглядає своє тіло у дзеркалі, шукаючи ознаки старіння. Після розлучення з Боббі вона хоче сподобатися своєму молодому асистенту Лорі. Еллі, найкраща подруга Джулз, намагається перешкодити планам Джулз, оскільки її синові постійно соромно через обох батьків. Джулз починає зустрічатися з Джошем (Нік Зано). Їхні стосунки закінчуються, коли він каже, що кохає її, а вона не відповідає взаємністю. Пізніше Джулз зустрічається з Джеффом (Скотт Фолі), клієнтом, який дратує її своєю нерішучістю. Вони розходяться, коли все стає серйозно, бо Джулз не хоче постійних стосунків одразу після розлучення, а Джефф бажає спокійного сімейного життя, оскільки він вже «наловився риби в морі». Після розриву Джулз знову опиняється у ліжку зі своїм колишнім чоловіком Боббі (Браян Ван Голт). Це підігріває його почуття до неї, і згодом він просить Джулз повернутися до нього. Вона відповідає, що кохає його, однак «не так, як колись», та єдиний можливий розвиток їхніх стосунків — це спільне виховання сина Тревіса (Ден Бірд). У кінці сезону почуття Джулз до сусіда Грейсона (Джош Гопкінс) сягають піку, і вони починають зустрічатися.

## Ідея
Авторами «Міста хижачок» є Білл Лоуренс та Кевін Бігл. Після закриття «Бруду» Кортні Кокс хотіла повернутися на телеекрани та знятись у ще одній комедії. Вона звернулася з проханням «зробити щось» до Лоуренса, відомого за роботою у серіалах «Клініка» та «Місто суєти». Продумуючи концепцію серіалу, Лоуренс хотів, щоб Кокс зіграла епізодичну роль у серіалі «Клініка» для того, щоб подивитися, чи продуктивною буде їхня співпраця. Лоуренс та Бігл вирішили, що Кокс буде виконувати роль 40-річної розлученої жінки, оскільки в цій темі справді відбивається «дух епохи». Натхненням для нього стала власна дружина, акторка Кріста Міллер, яка також знімається в серіалі (роль Еллі). Раніше Лоуренс та Кокс працювали на зйомках трьох серій «Клініки». Сценарист попередив акторку, що цей серіал — це «або пан або пропав», однак вона погодилась ризикнути. Лоуренс прокоментував: «Я зрідка відчуваю таку тривогу, бо єдина людина, яку я можу підвести — це я сам. Але я справді хочу, щоб все вдалося Кортні». 
Перед тим, як підкинути ідею шоу каналу АВС, робочими назвами серіалу були «40-річна та неодружена» та «Шоу Кортні Кокс», але врешті Лоуренс зупинився на «Місті хижачок», бо «ця назва легко ловиться на слух та запам'ятовується». Він відчував, що ризикує, бо глядачі могли не вподобати серіал саме через його назву. Лоуренс додав: «Це ризикований крок… Ми не називаємо жінок „хижачками“ у серіалі. Ми взагалі не використовуємо це слово стосовно чогось іншого, крім великої обманки у вигляді шкільного талісману». Пишучи сценарії наступних серій, Лоуренс планував перезняти пілот і зробити серіал «креативно задовільним». Після того, як він підкинув ідею каналу АВС, його попросили підготувати зйомки першої серії до кінця січня 2009 року. Лоуренс та Бігл разом написали сценарій. Режисером пілоту став Лоуренс. Крім героїні Кокс, він створив персонажку Еллі для своєї дружини Крісти Міллер. Вона відчула, що її героїню сприйняли позитивно, і що її чоловік записуватиме за нею репліки, з яких, на її думку, і народилася її персонажка.

## Головні герої
- Джулс Кобб (Кортні Кокс) — нещодавно розлучена 40-річна рієлторка, яка виховує сина. Усю свою молодість вона витратила на шлюб із Боббі та на виховання сина і тепер, коли вона розуміє, що їй навіть немає чого згадати, вона намагається виправити ситуацію: нічні клуби, молодіжні вечірки, побачення — це стає невід'ємною частиною життя Джулс. Героїня намагається довести оточуючим і собі, що молодість ще не згасла.
- Еллі Торез (Кріста Міллер) — сусідка та найближча подруга Джуллс. Еллі одружена з Анді Торезом, має сина Стена. У вільний час не забуває навідатися до Джулс, щоб попити каву (яку вона сама ненавидить готувати) та попліткувати. Постійно кепкує з Лорі, іншої подруги Джулс.
- Лорі Келлер (Бізі Філіпс) — подруга та асистентка Джулс, відома завжди веселим настроєм та тяною до пригод. Разом з Еллі постійно сперечаються за титул найкращої подруги Джулс.
- Боббі Кобб (Браян Ван Холт) — колишній чоловік Джулс, який вже довгий час безробітний і мешкає у своєму човні на стоянці. Іноді дає уроки гольфу у заміському клубі та стриже газони у школі, в якій навчається його син. До Джулс найчастіше звертається «J-Bird» — «Джей- Пташка».
- Тревіс Кобб (Ден Бірд) — 18-річний син Джулс та Боббі. Однаково любить обох батьків, попри те, що вони створюють йому багато проблем. Лорі постійно кепкує з нього, що він у неї закоханий.
- Грейсон Елліс (Джош Хопкінс) — сусід Джулс, власник популярного бару, в якому часто відпочиває компанія Джулс. Після того, як його покинула дружина, він насолоджується життям, зустрічаючись з молодими жінками. Грейсона зовсім не бентежить різниця у віці з його коханками, про що Джулс йому постійно нагадує. У кінці першого сезону вони з Джулс нарешті починають зустрічатися.
- Енді Торез (Йен Гомес) — чоловік Еллі, сусід Джулс та найкращий друг Боббі.

Ролі другого плану:
- Доктор Емі Еванс (Ліза Кудроу) — лікарка-дерматологиня, що зустрічається з Боббі.
- Барб Коман (Керолін Хеннесі) — зріла жінка, яка не втратила інтересу до чоловіків. Колега Джулс.
- Джош (Нік Зано) — молодий чоловік, що зустрічався з Джулс. Джулс покинула його, коли дізналася, що він в неї закохався і хоче серйозніших стосунків.

## Перший сезон
- Епізод 1 — 23 вересня 2009 року — «Pilot»
- Епізод 2 — 30 вересня 2009 року — «Into the Great Wide Open»
- Епізод 3 — 07 жовтня 2009 року — «Don't Do Me Like That»
- Епізод 4 — 14 жовтня 2009 року — «I Won't Back Down»
- Епізод 5 — 21 жовтня 2009 року — «You Wreck Me»
- Епізод 6 — 28 жовтня 2009 року — «A Woman in Love (It's Not Me)»
- Епізод 7 — 4 листопада 2009 року — «Don't Come Around Here No More»
- Епізод 8 — 18 листопада 2009 року — «Two Gunslingers»
- Епізод 9 — 25 листопада 2009 року — «Here Comes My Girl»
- Епізод 10 — 09 грудня 2009 року — «Mystery Man»
- Епізод 11 — 06 січня 2010 року — «Rhino Skin»
- Епізод 12 — 13 січня 2010 року — «Scare Easy»
- Епізод 13 — 20 січня 2010 року — «Stop Dragging My Heart Around»
- Епізод 14 — 03 лютого 2010 року — «All the Wrong Reasons»
- Епізод 15 — 10 лютого 2010 року — «When a Kid Goes Bad»
- Епізод 16 — 03 березня 2010 року — «What Are You Doin' in My Life?»
- Епізод 17 — 10 березня 2010 року — «Counting on You»
- Епізод 18 — 24 березня 2010 року — «Turn This Car Around»
- Епізод 19 — 31 березня 2010 року — «Everything Man»
- Епізод 20 — 14 квітня 2010 року — «Wake Up Time»
- Епізод 21 — 28 квітня 2010 року — «Letting You Go»
- Епізод 22 — 05 травня 2010 року — «Feeling a Whole Lot Better»
- Епізод 23 — 12 травня 2010 року — «Breakdown»
- Епізод 24 — 19 травня 2010 року — «Finding Out»

## Другий сезон
- Епізод 1 — «All Mixed Up»
- Епізод 2 — «Let Yourself Go»
- Епізод 3 — «Makin' Some Noise»
- Епізод 4 — «The Damage You've Done»
- Епізод 5 — «Keeping Me Alive»
- Епізод 6 — «You Don't Know How It Feels»
- Епізод 7 — «Fooled Again: I Don't Like It»
- Епізод 8 — «Little Girl Blues»
- Епізод 9 — «When the Time Comes»
- Епізод 10 — «The Same Old You»
- Епізод 11 — «No Reason to Cry»
- Епізод 12 — «A Thing About You»
- Епізод 13 — «Lost Children»
- Епізод 14 — «Cry to Me»
- Епізод 15 — «Walls»
- Епізод 16 — «Baby's a Rock 'N' Roller»
- Епізод 17 — «You're Gonna Get It!»
- Епізод 18 — «Lonesome Sundown»
- Епізод 19 — «Damaged by Love»
- Епізод 20 — «Free Fallin»
- Епізод 21 — «Something Good Coming. Part 1»
- Епізод 22 — «Something Good Coming. Part 2»
- У другому сезоні як запрошених зірок ми можемо побачити Дженіфер Аністон, Сару Чалк, Джона Макгінлі

## Третій сезон
- Епізод 1 — Запланований телеканалом ABC на листопад 2011 року

## Цікаві факти
- Першу серію «Міста хижачок» в США подивилося 11,3 млн глядачів.
- У кількох епізодах серіалу знялась подруга Кортні Кокс та її колега по серіалу Друзі — Ліза Кудроу.
- За виконання ролі Джулл Кобб Кортні Кокс була номінована на Золотий глобус у 2009 році.
- По завершенні першого сезону продюсери та деякі актори висловили бажання змінити назву серіалу, оскільки впродовж сезону концепція серіалу дещо змінилася і вже не відповідає назві. Але в серпні 2010 року було вирішено залишити серіалу стару назву, оскільки її заміна могла б негативно відбитися на рейтингах.
- Серіал має непогане музичне оформлення. В ньому постійно звучать останні хіти популярних американських виконавців. В першому сезоні можна почути пісні гурту Phoenix, Бейонсі, La Roux.

## Нагороди
- Золотий глобус, 2009 рік — номінація Кортні Кокс на Найкращу акторку комедійного серіалу
- People's Choice Awards, 2009 рік — номінація на Найкращий новий комедійний серіал
- Glamour Magazine, 2010 рік — Найкраща американська телеакторка (Кортні Кокс)
- Golden Derby TV Awards, 2010 рік — номінація на Найкращий комедійний серіал
- Golden Derby TV Awards, 2010 рік — Найкраща акторка комедійного серіалу (Кортні Кокс)
- Golden Derby TV Awards, 2010 рік — номінація на Найкращу виконавицю гостьової ролі у комедіному серіалі (Ліза Кудроу)